# Al-Kulijja
Al-Kulijja (arab. الكلية) – wieś w Syrii, w muhafazie Aleppo, w dystrykcie Dżarabulus. W 2004 roku liczyła 590 mieszkańców.